# Милена Рељин
Милена Рељин (рођена 25. маја 1967. у Београду, СР Србија, СФР Југославија) је српска ритмичка гимнастичарка. Дете је Мите Рељина, кошаркаша и тренера, и Вукосаве Милановић-Рељин, кошаркашице Радничког и касније Партизана. Током своје каријере Рељин је освојила рекордних 9 узастопних југословенских сениорских титула, од 1981. до 1989. године.

## Биографија
Почела је да се бави ритмичком гимнастиком 1977. са 9 година, након што је то исто урадила другарица из основне школе, по имену Мира. Милена се у то време бавила фолклором, али се ритмичком гимнастиком очарала након што је одгледала један од тренинга своје другарице. Први Миленин тренер била је Оливера Радосављевић у Гимнастичком клубу Сењак. Њена следећа тренерица била је Нада Вучковић-Писић у Гимнастичком клубу Партизан.

## Каријера

### Ритмичка гимнастика
Године 1980. Рељин је освојила јуниорско првенство Југославије, а потом је уследио низ сениорских првенстава који ће трајати до 1989. године. Године 1981. освојила је злато у вишебоју на Балканском првенству и изједначила Бугарку Анелију Раленкову за сребро на палицама. Два пута се такмичила на Олимпијским играма у Лос Анђелесу 1984. где је била 5. место у вишебоју и у Сеулу 1988. где је заузела 9. место у вишебоју.

### После 1989. године
Након одласка у пензију почела је да тренира у свом старом клубу Партизан, од 1990. до 2002.
Рељин је била и међународни судија на пет светских, седам европских првенстава и Олимпијских игара 2016, као и на другим међународним турнирима.
Од 2005. до 2012. године била је председница Комисије за жене и спорт Олимпијског комитета Србије.
Од 2005. до 2009. године била је потпредседник Српске антидопинг агенције.
За успешан рад и достигнућа у спорту 2006. године одликована је од стране Министарства просвете и спорта Републике Србије „Светосавском наградом“.
Била је представница Олимпијског комитета Србије на Конгресу МОК за жене и спорт 2011.
Од 2009. године је главни тренер репрезентације РГ, председник Техничког комитета за ритмичку гимнастику и члан Управног одбора Гимнастичког савеза Србије.
Од 2014. године је члан спортске комисије Олимпијског комитета Србије.
Удата је за Ненада Татића и има троје деце.